# Toms River (Nueva Jersey)
Toms River es un municipio situado en el condado de Ocean, Nueva Jersey, Estados Unidos. Tiene una población estimada, a mediados de 2023, de 99 091 habitantes.

## Geografía
La localidad está ubicada en las coordenadas 39°59′39″N 74°09′58″O / 39.99417, -74.16611 (39.994264, -74.166154).

## Economía
Históricamente, la proximidad de la localidad al río Toms y al océano Atlántico le permitió desarrollarse como un centro de comercio regional durante los siglos XVIII, XIX y principios del XX.
Sin embargo, en tiempos más recientes se ha transformado en un centro cívico para el condado de Ocean y para las oficinas municipales. Abundan las oficinas profesionales, especialmente de abogados y médicos. La Ruta 37 está casi completamente destinada a establecimientos comerciales. También se destacan los centros comerciales Ocean County Mall y Seacourt Pavillion. En el Ocean County Mall pueden encontrarse tiendas de Macy's, Forever 21, H&M y Hollister, entre muchas otras. 

## Demografía

### Censo de 2020
Según el censo de 2020, en ese momento la localidad tenía una población de 95 438 habitantes. La densidad de población era de 908.8 hab./km².
| Raza                   | Núm.   | Porc.  |
| ---------------------- | ------ | ------ |
| Blancos                | 76 200 | 79.84% |
| Afroamericanos         | 3456   | 3.62%  |
| Amerindios             | 410    | 0.43%  |
| Asiáticos              | 3812   | 3.99%  |
| Isleños del Pacífico   | 14     | 0.01%  |
| De otras razas         | 4258   | 4.46%  |
| De una mezcla de razas | 7288   | 7.64%  |

Del total de la población, el 12.1% de los habitantes eran hispanos o latinos de cualquier raza.

### Estimación 2018-2022
Según la estimación 2018-2022 de la Oficina del Censo, los ingresos medos de los hogares de la localidad son de $92,815 y los ingresos medios de las familias son de $120,633. Los ingresos per cápita en los últimos doce meses, medidos en dólares de 2022, son de $48,487. Alrededor del 5.4% de la población está por debajo de la línea de pobreza.